# Haller (Schokolade)

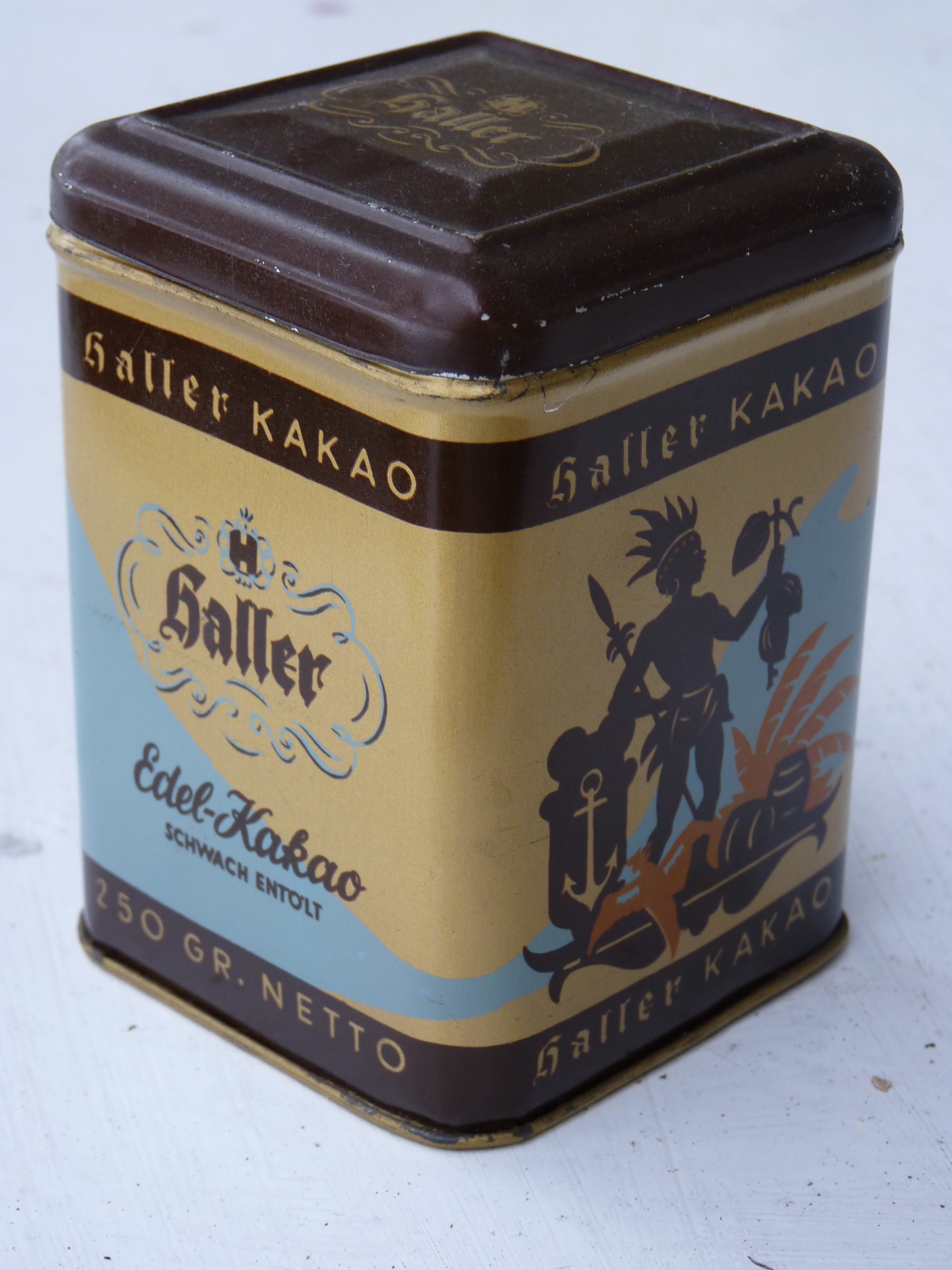
Haller Kakao Blechdose

Haller war eine Schokoladenfabrik aus Obertürkheim, einem Stadtteil von Stuttgart.
Gegründet wurde das Unternehmen im Jahr 1921 von Karl Haller in Stuttgart. Innerhalb zunächst gemieteter Räume eröffnete er seine Schokoladenherstellung. Wenige Jahre später erwarb er in der Augsburger Straße 554 in Obertürkheim ein Areal, auf das er 1926 sein neues Firmengebäude nebst Herstellungsbetrieb (heutiges Nanz-Areal) verlegte.
Haller stand in einer erwähnenswerten Tradition der Schokoladenherstellung am Standort Stuttgart. Schokolade wurde nämlich von den Firmen Eszet, Schoko-Buck, Waldbaur, Moser-Roth (die größte Schokoladenfabrik ihrer Zeit), Friedel und Ritter produziert, die bis auf letztere heute nicht mehr (eigenständig) existieren.
Das Sortiment reichte über Schokolade, Schokoladenzutaten und Pralinenvarianten bis zu Bonbons. Zu Zeiten höchster Produktivität und Auslastung beschäftigte Haller etwa 400 Mitarbeiter, wovon knapp ein Viertel im Außendienst die Produkte vertrieb.
Während des Zweiten Weltkriegs wurde die Produktion zunächst auf Kräutertees, danach auf Bucheckern-Öle umgestellt, da es an Kakao- und Zuckerwaren massiv mangelte. Erst 1949 wurde das ursprüngliche Kerngeschäft wieder aufgegriffen. Später erwarb Haller die einst größte Schokoladenfabrik der Stadt, Moser-Roth. Die Marke Moser-Roth machte sich Haller als Zugpferd zunutze. 1951 gründete die Schweizer Firma Tobler eine Vertriebsgesellschaft in Stuttgart und ließ sich in diesem Zusammenhang die Vorkaufsrechte an den Produkten Hallers einräumen. Ab 1960 übernahm die Melitta-Gruppe den Familienbetrieb. 1967 wurde die Produktion eingestellt.